# Paranebalia longipes
Paranebalia longipes är en kräftdjursart som först beskrevs av Willemoes-Suhm 1875.  Paranebalia longipes ingår i släktet Paranebalia och familjen Paranebaliidae. Inga underarter finns listade i Catalogue of Life.